# Bohdanivka, Pidvolociîsk
Bohdanivka (în ucraineană Богданівка) este o comună în raionul Pidvolociîsk, regiunea Ternopil, Ucraina, formată numai din satul de reședință.

## Demografie
Componența lingvistică a comunei Bohdanivka
     Ucraineană (99,65%)
     Alte limbi (0,35%)
Conform recensământului din 2001, majoritatea populației comunei Bohdanivka era vorbitoare de ucraineană (99,65%), existând în minoritate și vorbitori de alte limbi.